# Blues Award
Ein Blues Award (Plural: Blues Awards) ist eine Auszeichnung für Verdienste um den Blues. 
Beispiele, sortiert nach Erdteilen und Staaten:

## Amerika

### Kanada
- Maple Blues Awards

### Vereinigte Staaten
- Blues Music Award
- Living Blues Award
- Grammy Award in den Kategorien:
  - Best Blues Album
  - Best Traditional Blues Album
  - Best Contemporary Blues Album

## Europa
- European Blues Awards

### Deutschland
- German Blues Awards
- Jazz & Blues Award

### Niederlande
- Dutch Blues Awards

### Österreich
- Amadeus Austrian Music Award, Kategorie Jazz/World/Blues

### Vereinigtes Königreich
- British Blues Awards
- UK Blues Awards